# Albert von Schultze
Christian Albert Schultze, ab 1832 Ritter von Schultze (* 23. März 1781 in Harskirchen, Fürstentum Nassau-Saarbrücken; † 20. Juli 1851 in Wildbad), war ein deutscher Forstbeamter.

## Leben

### Familie
Albert von Schultze wurde als Sohn eines Oberstleutnants, der in französischen Diensten im Regiment Nassau-Infanterie diente, geboren.
Seit 1807 war er mit Maria Anna Dorner, Baur Freifrau von Heppenstein (* 1788; † 1830) verheiratet. Ihr Sohn war der spätere Ministerialrat Friedrich Albert von Schultze (* 10. Juni 1808 in Mainz; † 9. April 1875 in München).

### Werdegang
Albert von Schultze besuchte die Schule sowie das Ludwigsgymnasium in Saarbrücken und wurde 1801 als Förster in St. Ingbert angestellt. Bereits 1803 wurde er zum Oberförster und 1805 zum Forstinspektor befördert. 1807 wurde er als Unter-Generalinspektor nach Kassel berufen, um dort die Forstorganisation des Königreiches Westphalen mit aufzubauen. Dort wurde er 1808 zum Generalinspektor der Forste befördert und 1811 wurde ihm das Amt des Administrators der Kronjagden übertragen.
Nach dem Ende des Königreiches Westphalen 1813 ernannte ihn der Kurfürst Wilhelm I. von Hessen-Kassel zum kurfürstlichen Kammer- und Forstrat in Hanau. Er trat dieses Amt jedoch aufgrund der politischen Entwicklung nicht mehr an, sondern wurde vom provisorischen Generalgouvernement Mittelrhein berufen, um das Forstwesen jenseits des Rheines zu organisieren und die Leitung der Forstverwaltung zu übernehmen.
Als am 1. Mai 1816 das Königreich Bayern den damaligen Rheinkreis in Besitz nahm, trat er in königlich bayrische Dienste und wurde als Oberforstmeister bestätigt und 1818 zum Regierungsrat und Kreisforstreferenten bei der königlichen Regierung in Speyer ernannt. In den sieben Jahren seiner dortigen Tätigkeit führte für die Bewirtschaftung der Staatswaldungen das Prinzip der Nachhaltigkeit wieder ein, kultivierte die entwaldeten Berghänge der Vogesen und brachte wieder eine geordnete Verwaltung ein.
Im Frühjahr 1826 berief ihn der König Ludwig I. in das Staatsministerium der Finanzen in München und er wurde dort zum Oberinspektor der Forste und zum Ministerialrat ernannt.
Im August 1843 fand unter seinem Vorsitz in Johanniskreuz eine Konferenz statt, in der umfassende Bewirtschaftungsregeln für die Waldungen auf dem bunten Sandsteingebirge der Pfalz festgelegt wurden, hierbei entstand der Begriff Pfälzerwald.
Nach dem Tod seines Vorgesetzten, des Geheimen Forstrats Joseph von Thoma (1767–1849), wurde er dessen Nachfolger und übernahm die Leitung der gesamten bayerischen Forstverwaltung.
Albert von Schultze war verheiratet, sein Sohn Friedrich Albert Schultze (1808–1875) folgte ihm in das Forstamt und wurde Leiter der bayerischen Staatsforstverwaltung.
Nach seinem Tod in Wildbad, wo er sich zur Erholung befand, wurde Albert von Schultze nach München überführt und beerdigt.

### Wirken
Er verschaffte dem bayerischen Forstwesen eine sichere Basis, die nicht mehr von persönlichen Ansichten abhängig war, ordnete das Etat- und Rechnungswesen und überwachte den wirtschaftlichen Vollzug. Besonders bemüht war er in der Nachzucht der Eiche. Er wirkte auch maßgeblich an der Erstellung der bayerischen Massentafeln mit, die für die Holzmesskunde wichtig waren und von anderen Staaten übernommen wurden.

## Auszeichnungen
- König Ludwig verlieh ihm 1832 den Verdienstorden der Bayerischen Krone, hiermit verbunden war die Verleihung des Adelstitels.
- An seinem Geburtstag am 23. März 1851 erhielt er das Komturkreuz des Verdienstordens vom Heiligen Michael.